# Szef pułku
Szef pułku (ang. Colonel-in-Chief, fr. colonel-en-chef, niem. Regimentschef) - honorowa funkcja w wielu armiach europejskich, popularna szczególnie w XVIII i XIX w.; w siłach zbrojnych niektórych państw, m.in. w armii brytyjskiej oraz państw Wspólnoty Narodów spotykana do dziś. Stanowisko szefa istniało niezależnie od stanowiska faktycznego dowódcy pułku i w hierarchii stało zwykle wyżej od niego. W odróżnieniu od patrona, szefem pułku była zawsze osoba żyjąca, zwykle członek rodziny panującej, albo monarcha lub członek rodziny panującej zaprzyjaźnionego państwa.
Zdarzały się przypadki oficjalnego odbierania szefostwa pułku. Szczególnie dużo takich przypadków miało miejsce po wybuchu I Wojny Światowej, kiedy wielu szefów pułków znalazło się nagle w obozie państw toczących wojnę z armią, której pułkom dotychczas szefowali.

## W wojsku I Rzeczypospolitej
W I Rzeczypospolitej, zarówno w armii koronnej, jak i Wielkiego Księstwa Litewskiego stopień szefa pułku był oficjalnym stopniem wojskowym, powyżej rangi pułkownika. Stopnia tego nie przywrócono ani w armii Księstwa Warszawskiego, ani Królestwa Polskiego (1815-1831).

## W wojsku II Rzeczypospolitej
W siłach zbrojnych II RP przywrócono stanowisko (ale nie stopień!) szefa pułku. Józef Piłsudski był honorowym szefem 1 Pułku Szwoleżerów oraz 41 i 66 Pułku Piechoty. W 1937 król Rumunii Karol II podczas swojej wizyty w Polsce objął honorowe szefostwo nad 57 Pułkiem Piechoty Wielkopolskiej.

## W Armii Imperium Rosyjskiego
(ros. шеф полка, transkr. szef połka) - funkcja w Armii Imperium Rosyjskiego w XVIII i XIX wieku, do czasów panowania cara Mikołaja I. Szef pułku, niezależnie od dowódcy, zwykle w randze generała, posiadał ogólny nadzór nad dowodzeniem, zarządzaniem i gospodarką jednostki wojskowej. W drugiej połowie XIX stał się tytułem honorowym, przyznawanym członkom rodziny carskiej, obcym monarchom, książętom i zasłużonym generałom armii rosyjskiej. W odróżnieniu od patrona jednostki w Wojsku Polskim, którym była nieżyjąca postać historyczna, szefami pułków w armii carskiej były przeważnie osobistości żyjące, w tym księżne i caryce.
szef wieczysty (ros. вечный шеф transkr. wiecznyj szef dosłownie: szef wieczny) - tytuł honorowy nadany postaci historycznej, odpowiednik patrona jednostki w Wojsku Polskim.